# ERAWA
ERAWA 1  i ERAWA 2 – pancerz reaktywny produkowany w Polsce, stosowany w czołgach PT-91.

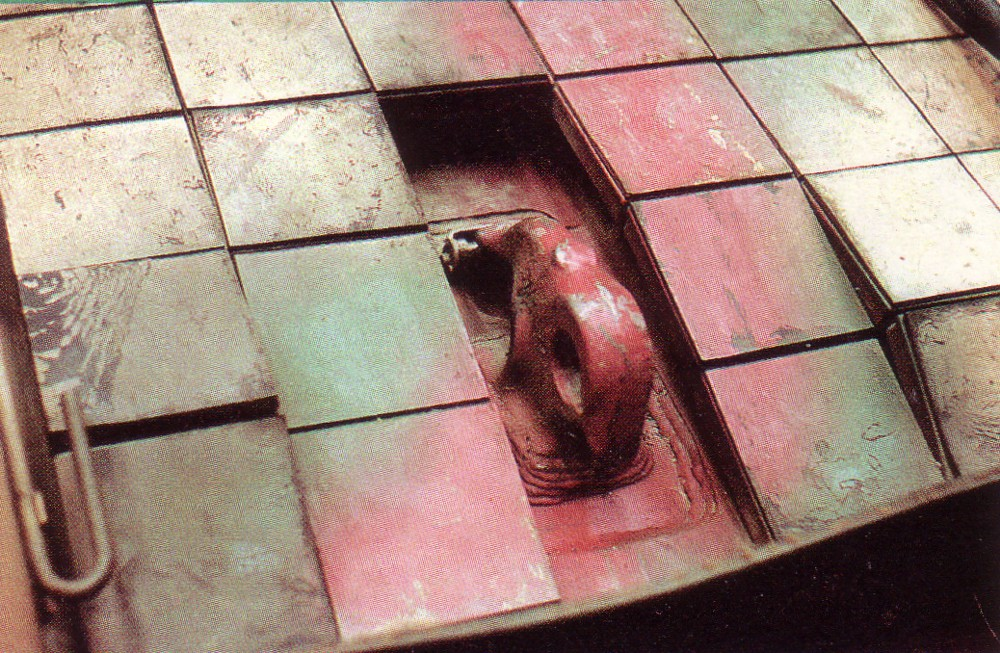
pancerz reaktywny ERAWA na kadłubie czołgu PT-91 Twardy

Prace nad nim rozpoczęto w Wojskowym Instytucie Technicznym Uzbrojenia w drugiej połowie lat 80. Oznaczenie pochodzi od angielskiej nazwy pancerza reaktywnego ERA (explosive reactive armour) i inicjałów WA, głównego twórcy Adama Wiśniewskiego. Kostka pancerza reaktywnego składa się z trzech warstw: dwóch płytek stalowych i sprasowanych warstw ładunku wybuchowego (trotyl) umieszczonych pomiędzy płytkami. Typy ERAWA-1 i ERAWA-2 różnią się liczbą warstw.
Pancerze reaktywne zyskały popularność w latach 80. XX wieku, jako środek na polepszenie odporności czołgów przeciw głowicom kumulacyjnym. W ZSRR opracowano wówczas pancerz Kontakt-1 przyjęty na uzbrojenie w 1985 roku, a w Polsce wszczęto prace nad takim pancerzem w 1986 roku. Testy poligonowe prowadzono pod koniec lat 80. Pancerz ERAWA (ERAWA-1) opracowywano dla programu modernizacji czołgu T-72M1 Wilk, a od 1991 roku – PT-91 Twardy. Składał się z płytek (kaset) o wymiarach 150 × 150 × 26 mm, o masie 2,9 kg. Pancerz skierowano do produkcji w 1994 roku wraz z czołgiem PT-91, który wyposażono w 394 kasety o łącznej masie 1144 kg, mocowane bezpośrednio do pancerza za pomocą wsporników.
W latach 90. opracowano pancerz dwuwarstwowy drugiej generacji ERAWA-2, którego kasety miały większą grubość 46 mm i masę 4,7 kg. Montowano je na późniejszych seriach czołgów PT-91 modernizowanych od 1997 do 2002 roku, które miały 164 kasety ERAWA-1 i 95 ERAWA-2,  mocowane na stelażach (łączna masa 2014 kg). Ostatnim zastosowaniem było zastosowanie ulepszonego pancerza ERAWA-2 III generacji na eksportowym czołgu PT-91M dla Malezji, produkowanym w latach 2007–2009. Jego kasety były lżejsze, z zastosowaniem stopu aluminium, które miały 204 kasety ERAWA-1 i 92 ERAWA-2,  mocowane na stelażach (łączna masa 2014 kg). Czołgi te miały 164 kasety ERAWA-1 i 95 ERAWA-2,  mocowane na stelażach (łączna masa 1907 kg).
Na zewnątrz kasety ERAWA-1 znajduje się płyta stalowa o wysokiej twardości grubości 6 mm, a pod nią materiał wybuchowy (trotyl lub trotyl z heksogenem). Kaseta ERAWA-2 ma dwie warstwy materiału wybuchowego przedzielone stalową płytką, a zewnętrzna płytka była warstwowa, z zewnętrzną warstwą ceramiczną. Mogła być też pokryta powłoką grubości 4 mm absorbującą promieniowanie elektromagnetyczne.
W przypadku trafienia, pocisk uderza w zewnętrzną płytkę, która wywiera nacisk na ładunek. Pod wpływem ciśnienia trotyl eksploduje. Płytka wewnętrzna jest grubsza przez co siła eksplozji jest skierowana na zewnątrz od pancerza, dzięki czemu rozprasza wiązkę kumulacyjną pocisku kumulacyjnego zmniejszając jego zdolność przebijania nawet o 70%. W przypadku trafienia pociskiem podkalibrowym, którego zdolność przebicia pancerza wynika z jego wysokiej energii kinetycznej, skuteczność tego pancerza jest mniejsza i powoduje spadek zdolności przebijania pancerza o ok. 30%. Małokalibrowy pocisk nie wywiera odpowiedniego nacisku na płytkę, dlatego nie powoduje eksplozji ładunku umieszczonego w kostce.
Kostki pancerza są niewielkich rozmiarów i dlatego można je łatwo montować w warunkach polowych. Trafione kostki ulegają zniszczeniu i trzeba je wymienić.
Pancerz ERAWA chroniony jest polskim patentem nr 156463.